# Fodele

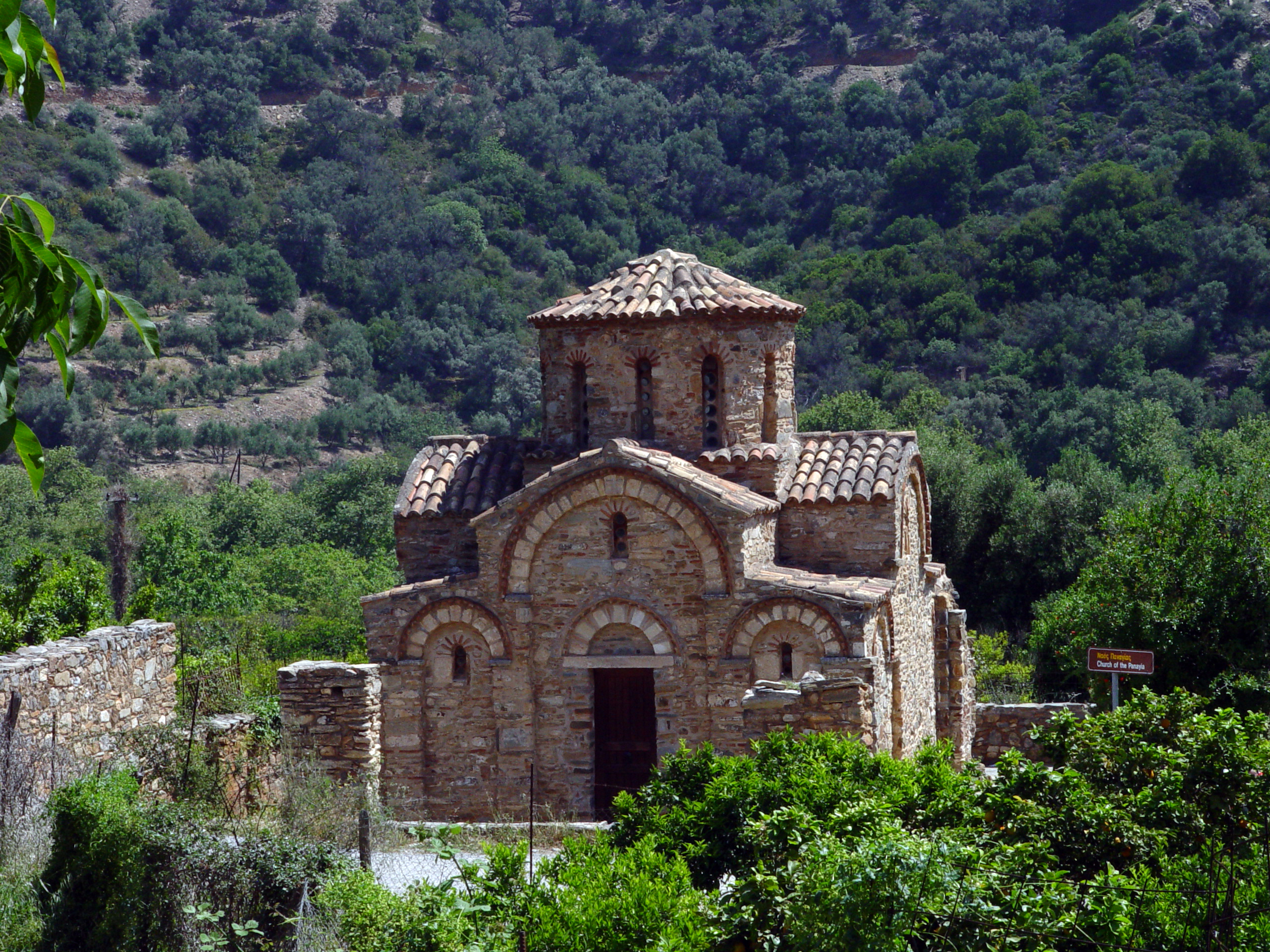
Byzantinische Kapelle in Fodele

Fodele (griechisch Φόδελε [ˈfɔðɛlɛ] (n. sg.)) ist ein 457 Einwohner zählendes Dorf auf Kreta etwa 20 Kilometer westlich von Iraklio. Zusammen mit Paralia Fodele und einem Kloster des Heiligen Panteleimon bildet es die gleichnamige Ortschaft im Gemeindebezirk Gazi der Gemeinde Malevizi. Haupteinnahmequelle ist der Orangenanbau. Fodele liegt zwischen weiten Orangenhainen an einem glasklaren Fluss.
Fodele wurde als Geburtsort des Künstlers El Greco (Domenikos Theotokopoulos) bezeichnet. Allerdings ist heute in der Kunstgeschichte anerkannt, dass er – wie von ihm selbst angegeben – in Iraklio (damals: Candia) geboren wurde. El Greco war als Ikonenmaler tätig, bevor er sich nach einer Station bei Tizian in Italien in Toledo niederließ. Neben seinem (angeblichen) Elternhaus gibt es noch ein kleines El-Greco-Museum mit Reproduktionen seiner Werke.
Eine weitere Sehenswürdigkeit Fodeles ist eine kleine byzantinische Kreuzkuppelkirche aus dem 11. Jahrhundert. Sie beherbergt in ihrem Innern gut erhaltene Fresken und ein Relief aus Marmor.